# عباس شهریاری
عباسعلی شهریاری نژاد معروف به عباس شهریاری تا قبل از کودتای ۲۸ مرداد سال ۳۲، از کارگران شرکت نفت ایران و انگلیس و از فعالان امور سندیکائی در خوزستان و مسؤلان کارگری در امور سندیکایی بود و در سال ۱۳۳۰ نمایندگی کارگران نفت جنوب در امور سندیکایی را بعهده داشت. بعد از کودتای ۲۸ مرداد و سقوط مصدق، پس از یک اعتصاب بزرگ و سرتاسری در این شرکت، اخراج شد. مدتی در مازندران به فعالیت پرداخت. شهریاری در جریان دستگیری‌های پس از کودتا به خارج از کشور گریخت. ابتدا به کویت رفت و در آن‌جا یک حوزه حزب توده ایران را با کمک کارگران اخراج شده شرکت نفت تشکیل داد. سرانجام به علت فشار خویشاوندانش (پدر زنش) که از بختیاری‌های خوزستان و از همکاران تیمور بختیار رئیس سازمان جدیدالتأسیس ساواک بود، به خدمت ساواک درآمد و مورد عفو و بخشودگی قرار گرفت. شهریاری را عامل لو رفتن بسیاری از گروه‌های سیاسی در دهه چهل خورشیدی می‌دانند.
حزب توده ایران با انتشار عکس عباسعلی شهریاری در سال ۱۳۴۸، در «نامه مردم» ارگان حزب، به همراه متن یک هشدار به مبارزان در ایران، که از رادیو پیک ایران خوانده شد، موجب شناسایی عمومی شهریاری گردید. (البته رجوع به آرشیو نامه مردم نشان می‌دهد که این هشدار نه در سال ۱۳۴۸ آنطور که در گفتگو با درویشیان نقل شده، که در شماره ۱۰۳ آذرماه ۱۳۵۲ نامه مردم درج شده است). عباسعلی شهریاری در ۱۴ اسفند ۱۳۵۳ (دو روز بعد از تشکیل حزب رستاخیز)، توسط سازمان چریک‌های فدایی خلق ایران در تهران کشته شد.
مسئله عباس شهریاری در پلنوم ۱۳ حزب از ۶ تا ۱۱ آذر ۱۳۴۸ رسماً مطرح شد. در بخشی از اسناد منتشر شده از پلنوم سیزدهم چنین آمده است: «در پلنوم موضوع تسلط ساواک بر سازمان حزب در ایران توسط عباس شهریاری و باند او که تشکیلات تهران را به وجود آورده و توانسته بودند اعتماد کامل رادمنش را به خود جلب کنند از سوی کیانوری مطرح گردید… جریان رسیدگی در کمیسیون‌ها روشن ساخت که عباس شهریاری سازمان حزب را مجموعاً در دست ساواک نگاه داشته است و هیئت اجرائیه پس از آشنایی با نتایج رسیدگی، رفیق رادمنش را که علی‌رغم دلایل روشن حاضر به قبول واقعیت نبود، از مقام دبیر اولی حزب معلق ساخت و پلنوم چهاردهم را برای حل مسئله تدارک دید.»
مسئله شهریاری و (جاسوسی حسین یزدی پسر مرتضی یزدی) و موضوعاتی دیگر، از جمله نارضایتی مقامات شوروی که جاسوسی شهریاری و رابط دستگیر شده وی را قبلاً به رادمنش اطلاع داده بودند، رادمنش را که حاضر به قبول واقعیت نبود زیر سؤال برد.

## سالهای نخست زندگی
عباسعلی (عباس) شهریاری فرزند اسماعیل در سال ۱۳۰۷ در دوان در حدود ۱۵ کیلومتری شمال شرق شهرستان کازرون متولد شد. او در سال ۱۳۲۲ از کازرون به آبادان رفت و به عنوان کارگر به استخدام شرکت ملی نفت درآمد. این سال‌ها مقارن بود با فعالیت حزب توده، بنابراین شهریاری نیز عضو آن حزب شد.
عباس شهریاری یکی از گردانندگان اعتصاب کارگران در سال ۱۳۲۵ بود. در اعتصاب پالایشگاه آبادان در سال ۱۳۳۰ به همراه ۶۹ نفر دیگر، از کار اخراج گردید. سپس در کارخانه چیت‌سازی مشغول کار شده و آنجا در رابطه با حزب توده به پخش اعلامیه و توزیع روزنامه نوای ظفر پرداخت. پس از کودتای ۲۸ مرداد سال ۱۳۳۲ به زندان افتاد و پس از آزادی، به کارخانه قند فسا رفته و به علت فعالیت سیاسی مجدد به مدت ۶ ماه زندانی شد. او بعد از آزادی از زندان (با کمک و ارتباطات پدر زنش) در سال ۱۳۳۴ به کویت رفت و شبکه حزبی را در میان کارگران مهاجر ایرانی به وجود آورد. در اواخر سال ۱۳۴۲ بیش از پیش به خدمت ساواک درآمد و با شماره رمز ۶۴۶ و نام‌های مستعار مسعود، اسلامی، جوادی، آقای مهندس، شاهین، سهیل طاهری مشغول کار شد. او در اوان جوانی در اعتصابات کارگری دستگیر شد و به خدمت رئیس شهربانی وقت آبادان سرهنگ عزیزالله کمال (سپهبد کمال بعد از سال ۱۳۳۲ و رئیس رکن ۲ یا هان سارزکان اطلاعات ارتش) درآمد. گفته می‌شود دختر سرهنگ کمال از هواداران حزب توده بوده است. به همین علت کسانی که او را از جوانی در آبادان در جریان اعتصابات کارگری می‌شناختند مدعی بودند در همان دوران کار پلیسی می‌کرده و به «نوچه سرتیپ کمال» معروف بوده است. در زمان باصطلاح دستگیری مرد هزار چهره روزنامه‌ها عکس او را را از نیمرخ و پشت سر منتشر کردند اما جند نفر از سابقون حزب در آبادان بلافاصله او را شناسائی کرده بودند.

## تشکیلات تهران
رهبری حزب توده، چهار نفر از اعضای سابق (اپرویز حکمت جو، علی خاوری، عباس شهریاری و علی حکیمی) را برای فعالیت به داخل کشور فرستادند و رادیو پیک (که متعلق به حزب توده بود) اقدامات این ۴ نفر را تأیید نمود و آنان سازمانی (وابسته به حزب توده) به نام تشکیلات تهران به وجود آوردند و نشریه‌ای نیز به نام «ضمیمه مردم» منتشر نمودند.
شهریاری با هدایت ساواک رژیم شاه که یکی از کارهایش نفوذ و رخنه به جمع مخالفان بود، تعدادی از بازجویان و افراد امنیتی را وارد تشکیلات تهران کرد و کم‌کم صاحب اختیار و همه‌کاره تشکیلات فوق شد. او نه تنها افراد جدیدی را به دام انداخت، بلکه به وسیلهٔ افراد وابسته به خود از گوشه و کنار، اطلاعاتی راجع به گروه‌های دیگر نیز جمع کرد و برایشان تله گذاشت.
همکاری عباس شهریاری با ساواک، از اسرار تشکیلات تهران پرده برداشت.

## تشکیلات جنوب و آذربایجان
در به دام افتادن اعضای حزب توده در اصفهان در سال ۱۳۳۷، و نیز شبکه کوچکی که در سال ۴۲ می‌خواست عده‌ای را از طریق مرز شمالی به شوروی بفرستد، عباس شهریاری نقش بارزی داشت. او سال بعد برای علی خاوری، اپرویز حکمت جو، تقی معتمدیان و عمارلو در شهر هشتپر آستارا دام گذاشت و همه به اسارت درآمدند. عامل لو دادن آن‌ها عباس شهریاری بود اما به تقی معتمدیان (که حکم ابد گرفت) مشکوک شدند. از این عده پرویز حکمت جو در سال ۵۳ جان داد.
وقتی بدین ترتیب حکمت جو و خاوری به زندان افتادند، عباس شهریاری زمام امور را به دست گرفت و تشکیلات جنوب و آذربایجان حزب توده (و نیز تشکیلات نیم‌بندی در کرمانشاه) را، راه‌اندازی کرد.. آن‌ها آگاهانه گاه‌وبیگاه به یکی از تشکیلات سه‌گانه ضربه می‌زدند و عده‌ای را دستگیر می‌نمودند. بعد از بازداشت‌های‌های ساواک که با هدایت شهریاری صورت می‌گرفت، او به بهانه رسیدگی به تشکیلات خوزستان یا اصفهان که ضربه دیده بود راهی آن جا می‌شد، همه امور را قبضه می‌کرد و سازمانی را که می‌بایست غیرمتمرکز باشد، در چنگ خود می‌گرفت.

## دستگیری آصف رزم دیده و صابر محمدزاده
رهبری حزب توده تصور می‌کرد که توانسته در سایه پنهان‌کاری، یک تشکیلات حزبی در حال گسترش به وجود آورد اما تشکیلات تهران عملاً در دست ساواک بود. ساواک آگاهانه با تشکیلات تهران برخورد نمی‌کرد.
تشکیلات مزبور (که هدایتش در دست عناصر ساواک بود) برای این که عناصر درون خود را خلع شعار کند، گاه‌وبیگاه به اعتراضات ظاهراً تندی هم دست می‌زد مثلاً به دولت رومانی اعتراض می‌کرد که چرا با دولت ایران می‌خواهد رابطه اقتصادی داشته باشد یا نامه سرگشاده‌ای می‌داد و به فروش اسلحه توسط شوروی به ایران اعتراض و گله می‌کرد.
در اواخر سال ۴۵ با یک صحنه سازی، چاپخانه‌ای که ضمیمه مردم در آن آماده می‌شد، کشف شد و اعضای حزب آصف رزم دیده و صابر محمدزاده دستگیر شدند. صابر کارگر تراشکار بود (او روز ۱۳ خرداد سال ۴۲ در مدرسه فیضیه قم و سخنرانی خمینی را ضبط کرده بود که در سرتاسر ایران پخش شد.
بعد از کشف چاپخانه تشکیلات، شهریاری مدعی شد از زیر زمین هم که باشد چاپخانه پیدا می‌کنیم! بعد ساواک اعلامیه‌ها را در چاپخانه‌های خودش چاپ کرد. هدف ساواک این بود که با کمک شهریاری، سرنخ‌های تازه‌ای به‌دست‌آورد.

## گروه بیژن جزنی
گروه بیژن جزنی به خاطر نفوذ ناصر آقایان که در خدمت ساواک بود، شناسایی شد. بیژن جزنی، حسن ضیا ظریفی، مشعوف (سعید) کلانتری، زرار زاهدیان، عزیز سرمدی، عباس سورکی، احمد جلیل افشار، محمد چوپانزاده، قاسم رشیدی، سیروس شهرزاد، محمد کیانزاد، مجید احسن، کوروش و کیومرث ایزدی همه به تور ساواک افتادند.
پس از دستگیری بیژن جزنی، تعدادی از فدائیان تصمیم گرفتند به منظور کسب تجربه و ارتباط با جنبش فلسطین از ایران خارج شوند. سعید کلانتری و چوپانزاده در مرز دستگیر شدند.
سال ۴۹ گروه جزنی و هوشنگ اعظمی تلاش کردند چند نفر را که هیبت‌الله معینی چاغروند هم در شمار آن‌ها بود، از ایران خارج کنند. هیبت‌الله معینی چاغروند در خاطرات خودش می‌نویسد: قرار ما در آبادان بود. سر قرار اول دریافتم اوضاع عادی نیست و در قرار دوم مطمئن شدم که ساواک تور پهن کرده است. … هیبت با همراهش محمد اعظمی به کمک یک قایق موتوری خود را به آن طرف اروندرود می‌رسانند و از آنجا با یک ماشین سواری متواری می‌شوند. هیبت در زندان شاه می‌گفت: در آبادان نیز که ساواک تور پهن کرده بود، دست آلوده عباس شهریاری در کار بود. او به توصیه بیژن جزنی، هوشنگ اعظمی و بچه‌های بیرون زندان را در جریان نقشه‌های ساواک و شهریاری قرار داد.
چاپخانه این گروه نیز مورد شناسائی قرار گرفت. شهریاری ابتداء ناصر آقایان را که سابقاً از اعضای حزب توده بود، به آنجا رسوخ داد. ناصر آقایان وانمود کرد که یک انقلابی طرفدار مشی مسلحانه است.
حسن ضیاء ظریفی هم که با تشکیلات تهران در ارتباط بود و هنگام مخفی شدن می‌کوشید از امکانات شهریاری استفاده کند، عملاً در نظارت ساواک قرار گرفت و همراه با جلیل افشار سر قرار دستگیر شد.
درکتاب زندگی‌نامه حسن ضیاء ظریفی، برادرش به یکی از نامه‌های او اشاره می‌کند که از زندان، ساواکی بودن عباس شهریاری را برملا می‌کند.
شهریاری بازهم توطئه می‌کند: تعدادی از فدائیان پس از دستگیری بیژن جزنی، تصمیم گرفتند به منظور کسب تجربه و ارتباط با جنبش فلسطین از ایران خارج شوند. علی‌رغم اینکه چند نفر به شدت مخالف بودند کسی برای این منظور با عباس شهریاری تماس بگیرد، ولی در نهایت دایی بیژن جزنی سعید (مشعوف) کلانتری، محمد چوپان زاده و محمد مجید کیان زاد توسط شهریاری در دام ساواک افتادند و در مرز دستگیر شدند. شهریاری قول داده بود همه را از مرز خارج می‌کند. قبل از واقعه، مشعوف کلانتری در قراری که در خیابان آبشار با وی داشته، متوجه حضور فرد سومی در حوالی قرار می‌شود و از شهریاری می‌پرسد که آیا کسی همراه دارد و او جواب منفی می‌دهد. اما دقایقی بعد دروغ‌گویی شهریاری محرز می‌شود که کار بیخ پیدا می‌کند و کلانتری که با شهریاری دست به یقه شده بود سوار تاکسی شده می‌گریزد. متأسفانه فشار شرایط باعث مراجعه مجدد به مرد هزار چهره می‌شود. این بار فدائیان می‌گویند برای رفع سوء ظن اول ۲ نفر از ما خارج شوند و اگر آن‌ها سالم رفتند و قرار سلامتی شان رسید، ۳ نفر بقیه می‌روند. شهریاری هم با هدایت ساواک قبول کرد اول ۲ نفر بروند!
نقشه شهریاری این بود که لااقل ۳ نفر از ۵ نفر را به چنگ اندازد، او صفاّری آشتیانی و صفائی فراهانی را از مرز عبور داد و سعید (مشعوف) کلانتری، محمد چوپان زاده و محمد مجید کیان زاد را به تور انداخت.
گویا یکی دیگر از افراد گروه جزنی هم به‌دنبال پناهگاه می‌گردد و از شهریاری تقاضای کمک می‌کند و شهریاری او را می‌پذیرد و یکراست تحویل ساواک می‌دهد. … در پی عملکرد شک‌برانگیز شهریاری و اعتراضاتی که به رهبری حزب توده می‌شود، شخصی به نام حکیمی که تحصیل کرده و مقیم چکسلواکی و پسر یکی از رهبران حزبی به نام صمد حکیمی بود به جای وی راهی ایران می‌شود اما با تمهیدات شهریاری وی کاری از پیش نمی‌بَرد و در حال خروج از کشور به تور ساواک می‌افتد.

## گروه فلسطین
از کارهای دیگر عباس شهریاری، شرکت در شناسایی گروه فلسطین (گروه شکرالله پاک‌نژاد) و فراهم آوردن شرایط دستگیری آنان است. با هوشمندی شهریاری ۳۰ نفر از این گروه در دام ساواک افتادند که ۱۸ نفر آنان در دی ۴۹ دادگاهی شدند. ساواک پس از پی بردن به فعالیت دامنه‌دار گروه فلسطین به کمک امثال عباس شهریاری آن‌ها را دنبال کرد و تا حدود زیادی سرنخ این جریان را به دست گرفت تا جایی که رابط جنوب حسین تاجمیر ریاحی را قانع نمود که برای خروج مبارزان به جای مسیر پر خطر و دور و درازی که به کمک عشایر در گذشته‌استفاده می‌شد، راه خروج از مرز شلمچه را که هم کوتاه‌تر و هم ماشین رو است، برگزیند و به قول مأمور ساواک که به ریاحی گفته بود: «لقمه را دور سر نچرخانند»، و چنین شد، غافل از این که «کوتاه‌ترین راه، راه مستقیم است» تنها در هندسه اقلیدسی جواب دارد. رابطین گروه که غالباً خود ساواکی‌ها بودند، افرادی را که می‌خواستند از جنوب به عراق و از آن جا به فلسطین بروند، تحویل می‌گرفتند و سپس از مرز به زندان اوین و زندان قزل‌قلعه می‌فرستادند و از قول همه با رمز اطلاع می‌دادند که ما سالم رسیده‌ایم خیالتان جمع باشد، نفرات بعدی بیایند. ساواک عمداً رابطین تهران و جنوب، یعنی حسین تاجمیر ریاحی و بهروز ستوده را دستگیر نکرد تا به کار خود ادامه دهند. وقتی نوبت شکرالله پاک نژاد رسید وی یک رمز جداگانه نیز با حسین ریاحی گذاشت و آن اینکه اگر سالم به آنسوی مرز رسید، خودکارش را هم به قاچاقچی می‌دهد تا به او (ریاحی) بدهد. اگر قاچاقچی خودکار مخصوص شکری را نداد معلوم می‌شود همه در دام ساواک افتاده و دستگیر شده‌اند. با ابتکار شکرالله پاک نژاد، نقشه شهریاری تا حدودی خنثی می‌شود و بهروز ستوده و حسین تاجمیر ریاحی از تور ساواک گریخته، راهی فلسطین می‌شوند.

## گروه آرمان خلق
یکی دیگر از کارهای شهریاری گرفتن ارتباط با گروه کوچکی به نام «آرمان خلق» بود که در نتیجه همه در تور ساواک افتادند و کشته شدند. هوشنگ تره گل، بهرام طاهر زاده، همایون کتیرایی، ناصر کریمی و احتمالاً غلامرضا اُشترانی متعلق به آرمان خلق بودند.
شهریاری تلاش کرد که جواد معینی، مرتضی زربخت و افراد دیگر را هم دوباره به تور ساواک بکشاند. به جز آصف رزم دیده و صابر محمدزاده، دستگیری گاگیک آوانسیان، مرتضی باباخانی، هدایت‌الله معلم، سلیمان دانشیان، همت‌زاده، نجاریان، رزم آرا (شوهر خواهر پرویز حکمت جو) و یک راننده (؟)، برادر خودش حسین و به ویژه پرویز حکمت جو و علی خاوری، سرگرد حسن رزمی (فرمانده گردان همدان) و مهندس معصوم‌زاده، هم به دست شهریاری است.
گویا سال ۱۳۴۵ دو نفر از مسئولان تشکیلات تهران (سرگرد حسن رزمی فرمانده گردان همدان و مهندس معصوم‌زاده) به پلیس بودن شهریاری گمان می‌برند و بدون آگاهی شهریاری، پیکی از طریق مرز شوروی به خارج از کشور می‌فرستند و در نامه‌ای به رادمنش ماجرای بدگمانی خود را بیان می‌کنند. شهریاری اما ارتباطات این دو نفر را هم آلوده کرده بود و شخصی را که این دو به عنوان پیک انتخاب می‌کنند، یکی از همکاران پلیس به نام ملایری بود. ملایری نامه را به شهریاری (ساواک) می‌دهد. شهریاری نامه را عوض کرده و با همان علایم رمز به خارج می‌فرستد.

## شهریاری از نگاه صفر قهرمانی
صفر قهرمانی درگفتگو با علی درویشیان می‌گوید: خاوری و حکمت جو حتی پس از دستگیری شان هم باور نمی‌کردند که شهریاری جاسوس است. علاوه بر صفر قهرمانی، عزیز یوسفی و بیژن جزنی هم به آن‌ها گوشزد کردند که شهریاری جاسوس است. "به حکمت جو می‌گفتیم تو که با زنت در آلمان شرقی مکاتبه داری خب بابا جون یه جوری به آن‌ها بنویس که حواسشون جمع باشد، اما آن دو قبول نمی‌کردند تا این که رادیو پیک گفت… آن وقت باور کردند!." البته نمی‌توان قبول کرد که صفر قهرمانی شهریاری را می‌شناخته چون صفر از بازماندگان فرقه بود و شهریاری از کارگران آبادان که تا قبل از سال ۱۳۳۲ هیچ گونه مراوده‌ای با تهران هم نداشت چه رسد به آذربایجان و فرقه اما به درستی بیژن جزنی بر اساس تجزیه و تحلیل روز دستگیری خود به شهریاری مظنون بود. کارگران پالایشگاه آبادان و به ویژه هم ولایتی‌های شهریاری نخستین کسانی بودند که او را مشکوک می‌دانستند. شهریاری می‌کوشید دبیرکل حرب توده رضا رادمنش را تحت این عنوان که «در ایران وضع انقلابی حاکم است» به داخل بکشاند.
نورالدین کیانوری در صفحه ۴۵۱ کتاب خاطراتش می‌نویسد «... یکی از افراد ساواک از طریق شوروی به دیدار دکتر رادمنش آمد و از قول عباس شهریاری این مسئله را مطرح کرد که در ایران وضع انقلابی حکمفرما است ولی رهبری حزب در داخل کشور پس از دستگیری خاوری و حکمت جو… بسیار ناتوان شده و لازم است که هرچه زودتر چند تن از رفقا به ایران بیایند. پیشنهاد ما این است که کیانوری، منوچهر بهزادی و آشوت شهبازیان به داخل بیایند. در این زمان ساواک طرح ربودن رضا رادمنش به ایران را هم می‌چید. می‌خواستند رادمنش را به مرز قصر شیرین بکشانند و سپس وی را بیهوش کنند و به ایران ببرند اما اجرای طرح درست با روز کودتا در عراق هم‌زمان شد که حزب کمونیست عراق مخفی شد و دکتر رادمنش نیز در خانه یک هوادار حزب کمونیست عراق پنهان شد.»

## پلنوم سیزدهم حزب توده
مسئله عباس شهریاری در پلنوم ۱۳ حزب از ۶ تا ۱۱ آذر ۱۳۴۸ رسماً مطرح شد و مسئله شهریاری، جاسوسی حسین یزدی پسر دکتر مرتضی یزدی و عوامل دیگر از جمله نارضایتی‌های مقامات شوروی، رادمنش را زیر سؤال برد. رادمنش از عباس شهریاری دفاع کرد و ادعا نمود که شهریاری نه تنها یک کادر حزبی درجه اول است، بلکه یک شخصیت سیاسی در مقیاس بین‌المللی است.
در بخشی از اسناد منتشر شده از پلنوم سیزدهم چنین آمده است: «در پلنوم موضوع تسلط ساواک بر سازمان حزب در ایران توسط عباس شهریاری و باند او که تشکیلات تهران را به وجود آورده و توانسته بودند اعتماد کامل رفیق رادمنش را به خود جلب کنند از سوی رفیق کیانوری مطرح گردید… جریان رسیدگی در کمیسیون‌ها روشن ساخت که عباس شهریاری سازمان حزب را مجموعاً در دست ساواک نگاه داشته است و هیئت اجرایی پس از آشنایی با نتایج رسیدگی، رفیق رادمنش را که علی‌رغم دلایل روشن حاضر به قبول واقعیت نبود، از مقام دبیر اولی حزب معلق ساخت و پلنوم چهاردهم را برای حل مسئله تدارک دید.»

## تیمور بختیار
حذف تیمور بختیار که از عراق علیه شاه فعالیت می‌کرد، یکی از اهداف ساواک بود. در ترور تیمور بختیار در عراق که توسط یک نظامی بازخرید شده ارتش به نام اگلن ماطاوسیان (منصور فرهنگ ماه نشان) صورت گرفت، عباس شهریاری نیز مثل اردشیر محمودی قلخانی بی نقش نبود.
شهریاری که به زبان عربی هم آشنا بود، در کشورهای عربی و جنبش‌های جزایر و سواحل خلیج فارس و نیز محافل ایرانیان مقیم خارج، هر چه می‌دانست به ساواک داد. او حتی سازمان امنیت عراق را هم فریفت و از این راه خدمت بزرگی به ساواک و سازمان سیا نمود. ساواک برای خام کردن بختیار و سازمان امنیت عراق یک سری عملیات نظامی جعلی هم راه انداخت و وانمود کرد که «عبدالغنی الراوی» ژنرال فراری عراق را که از مخالفان دولت عراق بود و در اختیار رژیم ایران قرار داشت، ترور کرده است!
تیمور بختیار آنقدر خوشحال شد که چند ساعت طلا برای قاتلان عبدالغنی الراوی فرستاد. ساواک هم چندی بعد ژنرال الراوی را به تلویزیون آورد تا دولت عراق و تیمور بختیار را غافلگیر کند. ساواک همچنین در سال ۵۲ شهریاری را به کویت فرستاد و او شبکه جاسوسی رژیم شاه را در کشورهای خلیج فارس رهبری کرد. یک بار نیز مسئول بخش فارسی روزنامه مترقی الطلیعه در کویت شد تا از این طریق ایرانیانی را که با آن روزنامه ارتباط داشتند، شناسایی کند. او زمانی هم وابسته سفارت ایران در یکی از کشورهای عربی بود و یک گروه از مأموران آموزش دیده ساواک را رهبری کرد که وظیفه داشتند انقلابیون ایرانی مقیم کشورهای همجوار غربی و جزایر خلیج فارس را بدزدند و اطلاعاتی راجع به جنبش‌های منطقه از آن‌ها به‌دست آورند، مقر این گروه در سفارت ایران در کویت قرار داشت و گویا حسین‌زاده بازجوی نامدار ساواک نیز آن جا را از دور هدایت می‌کرد.
شهریاری، در سازمان‌های انقلابی کشورهای عربی نیز نفوذ کرده و آسیب‌های زیادی به جنبش‌های عرب همجوار ایران وارد نمود. او با چپ زدن و مخالف خوانی نه تنها مخالفان ایرانی را به دام ساواک انداخت، بلکه کمونیست عراقی «رفیق عادل» را هم که از رهبران حزب کمونیست عراق بود به ساواک تحویل داد.
در سال ۴۷ یک سازمان جعلی نظامی برای به اصطلاح عملیات مسلحانه به وجود آورد، اما در واقع ۳ تن از اعضای درجه اول این سازمان ساواکی بودند. شهریاری به رهبران حزب توده که مقیم خارج از کشور بودند پیشنهاد کرد با کمک تیمور بختیار، که به علت تضادهای شخصی با شاه از دستگاه دولت رانده شده و در عراق به‌سر می‌برد یک «جنبش آزادی‌بخش ایران» به وجود بیاورند؛ ولی کارشان سر نگرفت چون آن‌ها بختیار را قاتل رفقای خودشان و افسران حزبی می‌دانستند. رژیم شاه می‌خواست بدین ترتیب آبروی رهبران را ببرد. ساواک افراد شهریاری را دور و بر بختیار چیده بود و از همه برنامه‌های او آگاه بود.

## پرویز ثابتی
ساواک در مصاحبه‌هایش در مجله خواندنیها (۵، ۸، ۱۲ (دی ۱۳۴۹)) در این مورد ادعا می‌کند که: آشپز و راننده تیمور بختیار هم ساواکی بودند. رژیم شاه می‌توانست زودتر تیمور بختیار را حذف کند اما به دلیل این که عامل خودشان شهریاری، او را دائماً زیر نظر داشت، شتاب نکرد. البته در پایان بختیار ترور شد. اسلحه و مهمات زیادی از جانب بختیار روانه ایران گشت. ساواک توانست با شهریاری و عواملی که کنار شهریاری گذاشت تمام اسلحه و مهماتی را که بختیار از طریق عراق به اشکال مختلف از طریق خوزستان وارد ایران می‌کرد، جمع‌آوری کند بدون آن که ظرف مدت ۲ سال و نیم حتی ژاندارمری و مرزبانی خوزستان مطلع بشوند که داستان چیست. مهمات مذکور بیش از ۶۰ هزار اسلحه (کمری، کلت، مسلسل و انواع دیگر) بود. اسلحه‌ها به وسیله شهریاری یک راست به ساواک رسید و ساواک هم آن‌ها را برای نمایش بزرگ تلویزیونی آماده کرد.
برنامه تلویزیونی پرویز ثابتی مدیر کل سوّم ساواک (امنیت داخلی) در دوم دی ۱۳۴۹ با عباس شهریاری که او را از پشت و نیم رخ نشان داد آخرین سریال این نمایش بود. ثابتی در این مصاحبه بدون ذکر نام واقعی شهریاری، از او با عنوان «اسلامی» و مرد هزار چهره نام برد.
نمایش مقام امنیتی رژیم شاه جزیره ثبات را به رخ کشید، پرآب و تاب بود. قرار بود مثلاً شهریاری زندانی و اعدام شود، اما سر از شرکت کشتی‌رانی آریا در آبادان درآورد و مدیر برجسته آن جا شد. او در پست جدید یک عصا به دست گرفت. شایع بود که داخل آن عصا اسلحه گذاشته است. او لقب مرد خطرناک گرفت. تا این که ماجرای ثبت نام دخترش (آزاده شهریاری نژاد) در دانشکده نفت آبادان و اعتصاب دانشجویان پیش آمد. آن زمان دانشکده نفت فقط پسران را می‌پذیرفت و حضور دختر عباس شهریاری پرسش‌برانگیز بود و اصلاً شرکت کردن او در کنکور هم جای سؤال داشت. آزاده شهریاری نژاد دختر شهریاری به کمک پرویز ثابتی بدون کنکور در دانشکده نفت در سال ۱۳۵۱ پذیرفته شده بود (آن سال دانشکده نفت اساساً دختر نپذیرفته بود).
با افشای موضوع توسط دوانی‌های مقیم آبادان (مانند محمد فقیهی دوانی) و مقاومت دانشجویان و اعتصابات در اعتراض به اینکه «نباید دختر یکی از سران ساواک (منظورشان شهریاری بود) وارد دانشکده نفت بشود» ــ تعطیل شد. ناچار شدند به دستور شاه دختر عباس شهریاری را بورسیه آمریکا کنند.
به گفته تهرانی (از بازجویان مشهور)، عباسعلی شهریاری نژاد از مأموران زبردست ساواک بوده است. تهرانی گفت: او در راس کار قرار داشت و از طریق همین شخص سایر مأموران وارد تشکیلات شدند.

## لو رفتن شهریاری
با هدایت شهریاری، ساواک مأموری را به نام «ملایری» وارد شوروی کرد و روس‌ها او را پس از عبور از مرز دستگیر نمودند. آنها با کنترل مکالمات مرزی متوجه شدند که این فرد جاسوس سازمان امنیت است.
ملایری در بازجویی اسامی ۱۵ همکار ساواک از جمله عباس شهریاری را فاش نمود و گفت از طرف ساواک مأموریت داشتم با دکتر رادمنش تماس بگیرم. او نامه عباس شهریاری را هم نشان داد.
پلیس شوروی دکتر رادمنش را دعوت می‌کند که خودش از این فرد بازجویی کند. رادمنش از میان همه اعترافات ملایری این جمله را که او گفته بوده به اتفاق شهریاری با پول‌های حزب که از خارج می‌رسیده عیاشی می‌کرده‌اند. نتیجه گرفت که همه این‌ها ناشی از پرونده‌سازی غلام یحیی علیه او است پولی که به تشکیلات تهران می‌رسیده آنقدر نبوده که تکافوی عیاشی کسی را بدهد. بعد هم که مقامات قضایی شوروی ملایری را فقط محکوم به سه سال زندانی کردند رادمنش گفت حکم هم نشان می‌دهد که ملایری جاسوس نبوده و شهریاری عضوی پاکباز و فداکار است. از کجا معلوم در شوروی او را شکنجه نکرده باشند؟ تازه روس‌ها بیماری «اسپیونیت» шпионат یعنی جاسوس‌سازی دارند.
شهریاری به رادمنش نشان می‌داد که نسبت به عبدالصمد کامبخش و نورالدین کیانوری دافعه دارد و از این طریق خود را به او نزدیک می‌کرد. جالب این جاست که رابط شهریاری با رادمنش فردی به نام هوشنگ گرمان دوست حسین یزدی (جاسوس دیگر ساواک) بود. هوشنگ گرمان سمت معاون رادمنش در کارهای داخل ایران را داشت.
به گفته کیانوری رحیم نامور از اعضای قدیمی حزب توده که در سال‌های پیش از ۲۸ مرداد ۱۳۳۲ روزنامه شهباز را منتشر می‌کرد اولین کسی بود که در رابطه با شهریاری هشدار داد. رحیم نامور می‌گفت: در کویت با شهریاری آشنا شدم و در آن جا خوزستانی‌هایی که پس از ۲۸ مرداد از ایران فرار کرده و به کویت آمده بودند می‌گفتند که شهریاری با دستگاه مرتبط است و عده‌ای را لو داده و آمدن او به کویت برای این است که ارتباطات افراد را اطلاع دهد.
ایرج اسکندری در صفحه ۳۵۵ خاطراتش می‌نویسد: «میلیوانف» به من گفت: «شهریاری، شپیون، اون شپیون چسنویه سلووا» یعنی شهریاری جاسوس است. این که جاسوس است عین حقیقت است.

## کشته شدن عباس شهریاری
در ساعت ۷ و ۴۰ دقیقه بامداد روز چهارشنبه ۱۴ اسفند ۱۳۵۳، عباس شهریاری (عباسعلی شهریاری‌نژاد) در خیابان پرچم به کام مرگ افتاد. سازمان چریک‌های فدایی خلق ایران که در جستجوی شهریاری بودند، از طریق کنترل و تعقیب دختر شهریاری به مکان پدر وی پی بردند. فدائیان، بعد از چند روز تعقیب و مراقبت از سوی یک تیم سازمان، و اطمینان از شناسایی (بهروز ارمغانی وی را شناسایی کرد)، طرح عملیات را ریختند. بعدها در جریان ضربه خانه تیمی مهرآباد جنوبی مشخص شد دو تن از عناصر ارشد سازمان چریک‌های فدایی خلق به نام‌های بهنام امیری دوان و بهزاد امیری دوان که در آبادان متولد و فارغ‌التحصیل دبیرستان رازی آبادان بودند در شناسایی شهریاری نقش مؤثری داشتند (خانواده امیری دوان اهل دوان با خانواده شهریاری آشنایی داشتند).
بهمن روحی آهنگران مسئول شلیک اولیه و مسئول صحنه عملیات بود. بهروز ارمغانی مسئولیت شلیک تیر خلاص و تفتیش بدنی او به منظور برداشتن مدارک را به عهده داشت. فرهاد صدیقی پاشاکی مسئول پرتاب کوکتل و پخش اعلامیه و سردادن شعار شد. راننده اتومبیل در فاصله ۱۰۰ متری از صحنه عملیات استقرار یافت. زهرا قلهکی نیز در خارج از صحنه به همراه روحی آهنگران اتومبیل را به خانه بازگرداندند.
سیامک اسدیان در بهمن ۵۷ در خرم‌آباد با اشاره به روز ترور شهریاری گفت: «او حسابی ترسیده بود… حمید اشرف عصای شهریاری را که کلی افسانه دربارهٔ آن ساخته شده بود که مسلسل است و غیره برداشت. … در اصل هم عملیات را با این حساب که عصای او اسلحه خاصی است طرح‌ریزی کرده بودند.» سیامک گفت آن فقط یک عصای عادی بود.
از قول حمید اشرف گفته شده اگر ترور شهریاری، عاملی برای ربودن و کشتن بیژن جزنی و یارانش شده باشد، ما اشتباه کردیم.